# Kadir Topbaş
Kadir Topbaş   (Yusufeli, 8 de gener de 1945 - Istanbul, 13 de febrer de 2021) fou un arquitecte turc, polític regional de dreta i alcalde de la Municipalitat Metropolitana d'Istanbul, a Turquia.

## Biografia
Va néixer el 8 de gener de 1945 a l'aldea Altıparmak de Yusufeli districte de la província d'Artvin, Turquia. Kadir Topbaş es va traslladar el 1946 amb la seva família a Istanbul. Va obtenir un doctorat en història de l'arquitectura per la Universitat d'Istanbul, després de la seva formació en teologia en 1972 i arquitectura el 1974. Després de treballar com a predicador a Edirne, mestre i arquitecte freelance a Istanbul, va exercir entre 1994 i 1998 com a assessor de l'aleshores alcalde d'Istanbul, Recep Tayyip Erdoğan, per a la restauració i decoració dels palaus i altres edificis històrics a Istanbul.

## Carrera política
Va entrar en la política com a membre del Milli Selamet Partisi (MSP), un partit d'orientació religiosa i va esdevenir alcalde de Beyoğlu districte d'Istanbul, en què viu. Més tard, Topbas va concórrer dos cops per un escó de la província d'Artvin al parlament, primer el 1977 en les llistes de l'MSP i després en 1987 pel Refah Partisi (RP) sense èxit. El 1999, va ser elegit alcalde del districte de Beyoglu en les llistes del Fazilet Partisi (FP). A les eleccions regionals de 2004, Kadir Topbaş va postular per al càrrec d'Alcalde d'Istanbul per l'Adalet ve Kalkinma Partisi (AKP) i va guanyar. Fou alcalde d'Istanbul des del 28 de març de 2004 fins al 22 de setembre de 2017. Al novembre de 2007 va esdevenir copresident de Ciutats Unides i Governs Locals i va ser considerat favorit per al Premi Alcalde del Món el 2008. Kadir Topbaş va ser reelegit com a alcalde de l'àrea metropolitana d'Istanbul el 2009, i va deixar en segon lloc Kemal Kilicdaroglu, actual líder del Partit Republicà del Poble. En 2009 va ser nomenat president de la Unió de Municipis de Turquia.
Estava casat i tenia dos fills i una filla. El novembre de 2020, Topbaş va ser hospitalitzat per COVID-19 durant la pandèmia de COVID-19 a Turquia. Va morir el 13 de febrer de 2021, a causa de la fallada multiorgànica enmig de ser tractat per complicacions de la COVID-19.